# Mister Global 2016
Mister Global 2016 foi a 3ª. edição do concurso de beleza masculino denominado Mister Global, que visa eleger o mais belo e mais capacitado candidato para levar a sua mensagem como cidadão cultural para diversos países ao redor do globo. O certame se realizou na segunda maior cidade da Tailândia, Chiang Mai no dia 6 de Maio. O concurso foi novamente televisionado via livestreaming pelo site oficial do concurso. Participaram da competição trinta (30) candidatos ao título.

## Resultados

### Colocações
| Posição               | País e Candidato |
| --------------------- | --- |
| Vencedor              | República Checa - Tomáš Martinka |
| 2º. Lugar             | Tailândia - Tawatchai Jaikhan |
| 3º. Lugar             | Espanha - Chema Malavia |
| 4º. Lugar             | Brasil - Giba Pignatti |
| 5º. Lugar             | Singapura - Noel Ng |
| TOP 10 Semifinalistas | Coreia do Sul - Gi Jung Kim Filipinas - Mark Louie Bornilla Malásia - Asyraf Nordin Mianmar - Linn Maung Nepal - Dikpal Karki                  |
| TOP 16 Semifinalistas | Estados Unidos - Leaon Gordon Guão - Jaren Guerrero Índia - Prateek Baid Japão - Yusuke Fujita Peru - Freddy Mayorga Porto Rico - Dexter Colón |

### Prêmios Especiais
Foram distribuídos os seguintes prêmios este ano:
| Prêmio              | País e Candidato              |
| ------------------- | ----------------------------- |
| Mister Simpatia     | Guão - Jaren Guerrero         |
| Mister Fotogenia    | Espanha - Chema Malavia       |
| Mister Voto Popular | Filipinas - Mark Bornilla     |
| People's Choice     | Tailândia - Tawatchai Jaikhan |
| Best Model          | Índia - Prateek Baid          |
| Mister Talento      | Malásia - Asyraf Nordin       |
| Mister Sorriso      | Singapura - Noel Ng           |
| Mister Físico       | Turquia - Umut Mirza          |
| Melhor Traje Típico | Sri Lanca - Isuru Nagoda      |
| Missosology Award   | Filipinas - Mark Bornilla     |

### Ordem dos Anúncios
| 1. Filipinas 2. Tailândia 3. Brasil 4. Estados Unidos 5. República Checa 6. Espanha 7. Guão 8. Singapura 9. Índia 10. Porto Rico 11. Japão 12. Peru 13. Coreia do Sul 14. Nepal 15. Malásia 16. Mianmar | 1. Tailândia 2. Brasil 3. Espanha 4. República Checa 5. Singapura 6. Coreia do Sul 7. Filipinas 8. Malásia 9. Nepal 10. Mianmar | 1. Brasil 2. Tailândia 3. República Checa 4. Espanha 5. Singapura |  |

## Candidatos
Os candidatos que participaram este ano:
| - Azerbaijão - Royshan Masimov - Brasil - Giba Pignatti - Canadá - Jin Stewart - China - Letian Zhao - Coreia do Sul - Gi Jung Kim - Equador - Jair Chóez Loor - Espanha - Chema Malavia - Estados Unidos - Leaon Gordon - Filipinas - Mark Louie Bornilla - França - Jordane Reiser | - Guão - Jaren Guerrero - Holanda - Qusay Alobaidi - Índia - Prateek Baid - Indonésia - Rezaldo Ariya - Japão - Yusuke Fujita - Líbano - Mario Sfeir - Malásia - Asyraf Nordin - Mianmar - Linn Maung - Nepal - Dikpal Karki - Panamá - Jesús Liñares | - Paraguai - Diego Álvarez - Peru - Freddy Mayorga - Porto Rico - Dexter Colón - República Checa - Tomáš Martinka - República Dominicana - César Baroud - Singapura - Noel Ng - Sri Lanca - Isuru Nagoda - Tailândia - Tawatchai Jaikhan - Turquia - Umut Mirza - Vietnã - Nguyễn Cường |

## Histórico

### Estatísticas
Candidatos por continente:
- Ásia: 16. (Cerca de 53% do total de candidatos)
- Américas: 9. (Cerca de 30% do total de candidatos)
- Europa: 4. (Cerca de 13% do total de candidatos)
- Oceania: 1. (Cerca de 4% do total de candidatos)
- África: 0.

## Crossovers
Candidatos em outros concursos:
Mister Mundo
- 2014:  Canadá - Jin Stewart
  - (Representando o Canadá em Torquay, na Inglaterra)

Mister Internacional
- 2010:  Coreia do Sul - Gi Jung Kim (Top 10)
  - (Representando a Coreia do Sul em Chiang Mai, na Tailândia)